# Longkewang
Longkewang is een bestuurslaag in het regentschap Kuningan van de provincie West-Java, Indonesië. Longkewang telt 1002 inwoners (volkstelling 2010).